# Clermont-Savès
Clermont-Savès é uma comuna francesa na região administrativa da Occitânia, no departamento de Gers. Estende-se por uma área de 5.1 km², e possui 354 habitantes, segundo o censo de 2018, com uma densidade de 69 hab/km².